# Tim Kamps
Tim Kamps (Utrecht, 5 juli 1978) is een Nederlandse cabaretier, muzikant, acteur en regisseur.

## Biografie
Zijn ouders scheidden op papier toen Tim Kamps twee jaar oud was, maar fysiek duurde het nog een aantal jaren. Hij kreeg zijn opleiding aan het Libanon Lyceum (Havo) te Rotterdam (1990-1995), daarna volgde één jaar opleiding aan de Hogeschool voor de Kunsten Utrecht (1995-1996). In 1997 stond hij op de planken in Walters Hemel van Martine Bijl.
In 1997 besloten Kamps, zijn tweelingbroer Wart en Bor Rooyackers een cabaretgroep op te richten, Rooyackers, Kamps & Kamps. Ze schreven zich in voor het Amsterdams Kleinkunst Festival 1998 en wonnen dat jaar zowel de jury- als publieksprijs. Na vijf programma's besloot Rooyackers in 2009 de groep te verlaten. Daarna besloten Wart en Tim verder te gaan als Kamps & Kamps.
In 2009 vormde Kamps samen met Arjen Lubach het Monica Da Silva Trio. In het najaar van 2012 verscheen hun eerste cd.
In 2015 verscheen zijn regiedebuut, Missie Aarde. Deze sciencefictionkomedie, die door Kamps bedacht is, was voor het eerst te zien in het voorjaar van 2015 op NPO 3. In 2016 volgde het tweede seizoen.
In 2018 regisseerde hij het programma Foute Vriendinnen.
Hij schreef in het seizoen 2019-2020 een aantal scripts voor de televisieserie De regels van Floor. In 2020 wilde hij met zijn programma De hokje de theaters in, de coronapandemie gooide keer op keer roet in het eten.
In 2018 bracht hij zijn debuutroman uit: De verschrikkelijke jaren tachtig deels autobiografisch over zijn jeugd. Hierop werd in 2022 deels de gelijknamige televisieserie gebaseerd. Het werd door Kamps geregisseerd, het scenario is afkomstig van Kim van Kooten. 

## Filmografie
- Zombibi (2012) - Stijn
- Het irritante eiland (2019) – kapitein (en scenario)
- De Hokje (AVROTROS, 2020)

## Kandidaat
- Wie is de Mol? (2012) - afgevallen in aflevering 8
- De Slimste Mens (2012) - afgevallen na 1 aflevering

## Regisseur
- Missie Aarde (2015–2016)
- Foute vrienden (2016/17)
- Foute vriendinnen (2018)
- De Hokje (2020)
- De Verschrikkelijke jaren tachtig (2022)
- Sluipschutters (2023)

- Gemeinsame Normdatei: 1196656894
- International Standard Name Identifier: 0000 0003 6897 5499
- Nederlandse Thesaurus van Auteursnamen: 291570925
- Virtual International Authority File: 284733360
- WorldCat: E39PBJvCMrxrQGddV3bkgvcHG3